# Principat de Baud
Baud (Baudh o Bod o Boad) fou un principat tributari protegit de l'Índia, el més occidental dels estats d'Orissa. La superfície era de 3274 km² (5345 km² segons les dades de 1881) i limitava al nord amb el riu Mahanadi que el separava dels estats de Sonpur i Athmallik; a l'est amb l'estat de Daspalla; al sud amb els Khondmals, i a l'oest amb Patna i Sonpur (del que estava separat pel riu Tel). Les muntanyes Khand o Khondmals havien passat a domini britànic directe però anteriorment pertanyien al raja.
La població era de 130.103habitants el 1881, 89.551 habitants el 1891 i de 88.250 el 1901, disminució causada per les malalties i les mort i l'emigració durant la fam del 1900. El 1921 tenia 130.103 habitants. Tenia uns 1700 pobles. La immensa majoria de la població era hindú i les castes principals eren els gaurs, khonds, pans, sudhes i chases. La terra era fèrtil i ben regada amb fonts i rierols i rius, especialment el Mahanadi (al límit nord) i el Tel al límit occidental. Les muntanyes principals eren les Bondigara al sud amb el cims Bankomuid (645 metres) i Siananga (594 metres).
La capital des del 1874 era Baud, a 20° 50′ N, 84° 23′ E / 20.833°N,84.383°E a la riba del Mahanadi amb una població el 1901 de 3.292 habitants, amb diversos temples notables destacant el de Nabagraha construït en pedra roja molt treballada, datat probablement el segle ix, i tres temples dedicats a Xiva, amb elaborats gravats a la pedra. L'única altra vila a destacar era Jagatigarh.
L'estat era un dels més antics d'Orissa, segons la tradició fundat per un braman que va adoptar a un infant nebot de raja de Keonjhar, considerat l'ancestre de la família. La llista de sobirans de casta rajput (solanki) dona 46 noms que segons la tradició haurien governat prop de 1450 anys (segles VI a XX). Inicialment l'estat era d'extensió considerable però amb els segles va perdre territori davant de veïns més poderosos i per la separació d'Athmallik que primer era part integrant de l'estat i després va esdevenir un vassall per acabar totalment separat, i Daspalla, que va seguir el mateix camí; el Khondmals (uns 2000 km²) foren part de Baud però van passar als britànics el 1835 per cessió, ja que el sobirà no podia controlar als khonds que hi habitaven ni parar els sacrificis humans (el 1891 els Khondmals van formar una subdivisió del districte d'Angul). El tribut de l'estat al govern britànic era de 800 rúpies. El seu xèrcit era de 22 homes i 22 més a la policia.
A la mort de Pitamber Deo el 5 d'octubre de 1879 el va succeir el seu fill Jogendra Deo, generós i benevolent que va morir el 10 de març de 1913 i el va succeir el seu fill Narayan Prasad de 9 anys sota administració britànica fins que va arribar a la majoria d'edat i va rebre tots els poders el 4 de març de 1925. Va accedir a l'Índia el 1947.

## Bandera
La bandera de l'estat era rectangular amb cinc colors (de datl a baix: groc, porpra, verd, blau i vermell.

## Llista de rages
- Pitamber Deo 1874-1879
- Jogendra Deo (fill) 1879-1913
- Narayan Prasad (fill) 1913-1947